# 緊急醫療服務

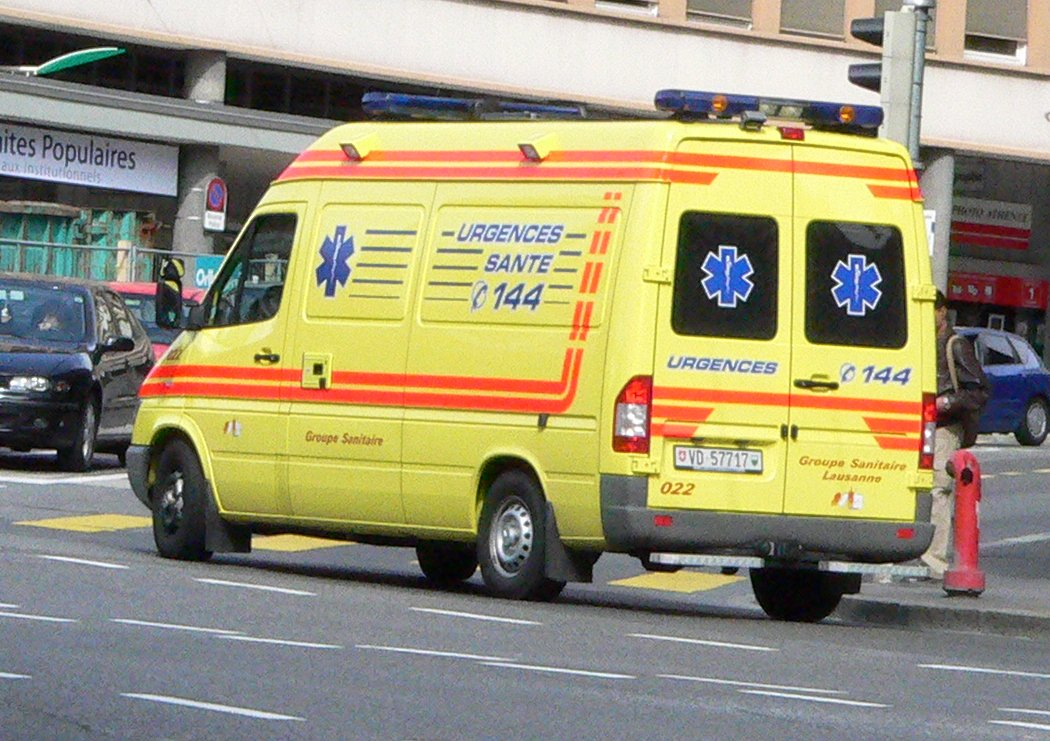
瑞士洛桑街頭一輛提供緊急救援服務的救護車

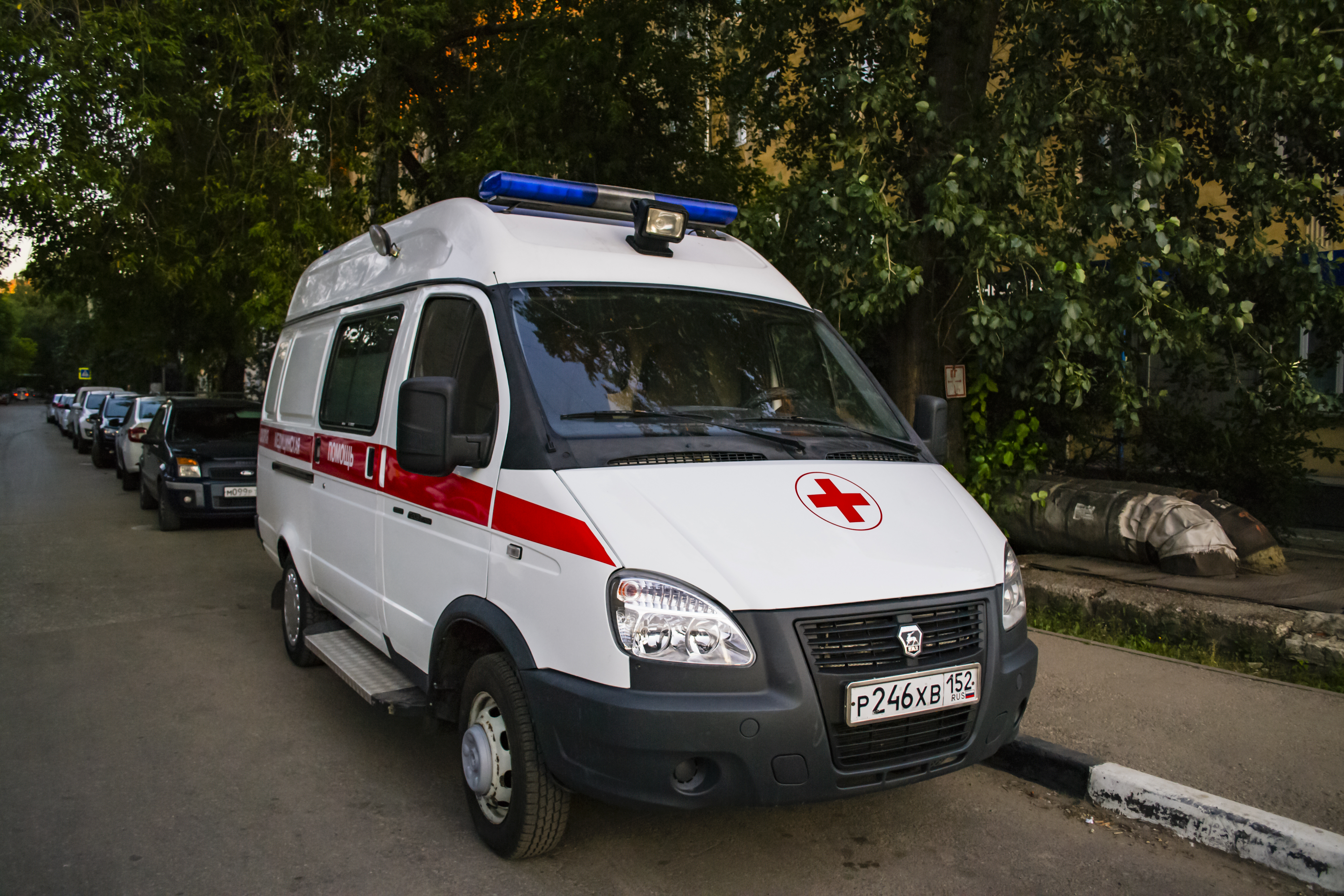
在俄羅斯下諾夫哥羅德的紅十字會標誌的救護車

緊急醫療服務（縮寫：、急診醫療服務）是一種專業醫療服務，為盡快將於某處環境或者地方受到傷害、甚至具有瀕臨死亡威脅的人士提供緊急醫療服務，並且盡快將傷者運送至醫院急症室接受更深切的醫療。緊急醫療服務通常由接受過相關專業訓練的政府部門進行，最常見的包括救護、消防及飛行拯救隊伍等。緊急醫療服務的提供，通常是透過緊急救助電話召喚的。
緊急醫療服務內容不單止包括簡單的院前護理（通常是指簡單急救），而是包括了在運輸傷者途中，為其提供一切所需要的醫療。各地提供緊急醫療服務的單位均有不同的名稱或者叫法，當中包括緊急、急救、救援（或者拯救）、救護車等字詞。惟使用上述字詞的單位，未必等於有提供緊急醫療服務的資格。故此，在一些救護服務落後的地方，相關單位可能有標明到提供緊急醫療服務，但其人員未必是合資格的緊急醫療技術員。
對於緊急醫療服務的訓練、資格以至其系統，世界各地均有不同規定，未有劃一標準，惟當中以加拿大的標準為其中一個最為受到參考的系統。

## 历史
第一次有使用專門車輛作為救護車的紀錄，是由拿破崙軍隊的主任醫師多明尼克·桑·拉利於戰爭期間所設計的飛行救護車。拉利參與過法國同普魯士之間的尖頂戰事（the Battle of Spires）。由於拿破崙要求軍醫隊伍駐紮於距離戰場兩英里半外的地方，為此，拉利對於有軍醫的存在，卻是戰爭未停止前，無人去治理受到傷害士兵的而到深感難過，故此他着手開發了一套新的救護系統。拉利決定使用兩輪或者四輪馬車，將戰場上接受過初步護理的受傷士兵運輸離開。1793年，拿破崙的萊茵河軍首次試行運用此種飛行救護車。拉利其後將類似的概念推展至其他武裝部隊使用，並且將其設計的飛行救護車改為安裝成為可以由駱駝拉動，以應付於埃及的戰區中。
至於民間的救護車方面，有記載於1832年，倫敦有運送患有霍亂的病人到醫院接受診治的馬車。
1865年，美國俄亥俄州辛辛那提市的商業醫院（即現今的辛辛那提總醫院）開始經營救護車服務，係美國首個由醫療機關營運的救護車團隊。其後，其他救護服務亦開始營運。
1887年6月，聖約翰救護機構成立，為到英國倫敦各個公共盛事提供急救及救護車服務。
至於最早的「緊急醫療服務」為維也納的門迪（Jaromir · V. Mundy）、偉晳（Count J. N. Wilczek）和爱德华·拉梅灿－沙林士於1881年維也納環劇院（Vienna Ring Theatre）發生災難性火災後所創辦的救援協會──維也納自願救助會（Vienna Voluntary Rescue Society）」，此會成為了世界各地類似組織的典範。
19世紀後期，開始有使用汽車作為救護車的例子。至20世紀初期，除了馬車，救護車輛亦有使用蒸汽、汽油以至電力作為動力。1899年2月，美國芝加哥市的米高·里斯醫院得到500名當地商人的捐獻，首輛機動性的救護車投入服務。1900年，美國紐約市引進了兩輛達到兩匹馬力的電動救護車。
第一次世界大戰期間，救護部隊開始用牽引夾板，並且證明這種夾板對於固定肢體骨折相當有用。一戰後，雙向無線電設備面世，有些地方因為配備了無線電系統，於是可以更有效率調度救護車。
第二次世界大戰前，現代化的救護車配備了相關的醫療設備，包括有醫生隨員，並且可以運用無線電與派遣中心聯絡。當時世界上很多大城市的醫院都有提供救護車服務。可是戰爭使到人力資源嚴重短缺，很多醫院都無能力維持其救護服務，故此政府多數會將救護服務交由警察或者消防單位負責。然而，當時在很多地方所謂的救護車只是由殯儀館營運的靈車。因為在當時，靈車為少數設計車廂可以容納病人的車輛。由於此種車輛既用作運輸病人，又用作運輸死人，故此當時被戲稱為百搭車。
1960年代，特別是心肺復甦法及除顫作為院前護理時應付心臟衰竭的標準程序，以及新型藥物研究成功，導致救護服務的任務有所變化。
1970年代以前，美國救護車服務基本上為無人管理。一些地方的救護車配備比較先進，車上亦有接受過相關訓練的人員；然而更多地方的救護服務只是殯儀館或者傢俱店（以製造靈柩為副業）兼顧營運。原因是後者的車隊車廂能夠容納運輸病人。
1966年，美國國家科學院發表了震撼性的白皮書，報告中大力批評當時美國國內大部分的救護服務部門效率佛等、管理混亂、裝備缺乏及從業員的技術水平低劣等。此份報告的推出後，使到美國政府立定法例規定救護車的規格、車上裝備標準以及隨員的技術水平規定等。自此，院前緊急醫療服務得到大幅度地改善。包括R·亚当斯·考利於美國馬里蘭州創造建立了美國首個通行於全州域的緊急醫療服務系統。

## 医疗等级

### 高級生命維持(高級救命術）ALS
高級心臟救命術ACLS
到院前創傷處理PHTLS
戰術戰傷救護TCCC
传统健康维护专业

## 提供單位
提供緊急醫療服務的單位包括政府、志願組織、慈善團體以至私營機構。

### 公營

#### 獨立
獨立單位即為與警察或者消防等部門分開為單一機構，由其政府營運，比如中国上海市急救中心。

#### 附屬
有些地方──例如香港、台灣及日本等，提供緊急醫療服務的單位為附屬於消防轄下的部門；亦有一些地方的單位為附屬於警察部門。

#### 醫院
有些地方──例如中國大陸部分城市及美國等，其醫院可能提供其直屬的救護車車隊服務。

#### 混合
聯合單位即為其單位中所有人員不單止接受過緊急醫療訓練，而且接受過警察或者消防等訓練，成為混合式的服務人員。於一些小型城鎮會有此類型的多功能混合型服務單位。

### 志願

#### 慈善團體
有些慈善團體或者非牟利組織的救護車車隊亦有提供緊急醫療服務。紅十字會、聖約翰救護機構及耶路撒冷、羅得島及馬爾他聖若翰主權軍事醫院騎士團等機構就是當中最著名的例子。
有些地方──例如澳洲部分地區、愛爾蘭、德國及奧地利等，其志願機構則可能是會聘請職業人員出任負責相關工作。

### 私營機構
私營機構是為聘請僱員的商業公司，但是往往與政府有合約，以接受適當的監察管理。私營機構可能僅僅提供病人運輸服務（即非緊急服務），但是一些地方──例如香港，亦有達到提供緊急醫療服務水平及資格的私營機構。此外，更常見的例子，是為私營機構與政府簽約，以承辦商的身份，接管或者成為政府的救護服務單位，以提供緊急醫療服務。

#### 公司
有些大型工廠，例如化學工業、煉油及酒精發酵等工廠，部份會有僱主提供救護車車隊服務，以保障廠方的權益及僱員的健康福利。

## 世界各地負責緊急醫療服務的單位
中国大陆
- 中国急诊医疗服务
- 中国红十字会赈济救护部

 香港
- 香港消防處救護總區
- 醫療輔助隊
- 香港聖約翰救護機構

 澳門
- 澳門特別行政區政府消防局

## 相關职业
- 緊急醫療技術員